# Cabo Roxo
O Cabo Roxo é um braço de terra na África Ocidental, marcando a o ponto mais a oeste da fronteira entre Guiné-Bissau e Senegal. Ao sul se tem o distrito de São Domingos, na região de Cacheu da república de Guiné-Bissau, e ao norte o departamento de Oussouye da região de Ziguinchor da república de Senegal. O Cabo Roxo marca uma mudança significativa de ângulo no traçado da costa africana, uma vez que o traçado da costa se desenha no sentido norte-sul, ao norte do cabo, inclinando fortemente para sudeste, ao sul do cabo. Não deve ser confundido com o Cabo Vermelho mais ao norte na Petite Côte de Senegal.
Foi chamado originalmente de Capo Rosso pelo explorador veneziano Alvise Cadamosto em 1456, devido a sua aparência avermelhada (rosso = vermelho em italiano). Apesar de se encontrar traduzido como Cabo Vermelho em alguns mapas portugueses antigos, o termo italiano de Cadamosto foi geralmente adotado como Cabo Roxo pela maior parte dos cartógrafos portugueses, por não soar como uma palavra estrangeira